# O Guarda-Costas
The Bodyguard (bra/prt: O Guarda-Costas) é um filme de suspense e drama romântico americano de 1992 dirigido por Mick Jackson, escrito por Lawrence Kasdan e estrelado por Kevin Costner, Whitney Houston (em sua estreia como atriz), Gary Kemp, Bill Cobbs e Ralph Waite. O filme segue um ex-agente do Serviço Secreto dos Estados Unidos que se tornou um guarda-costas contratado para proteger uma atriz e cantora famosa de um perseguidor desconhecido. Kasdan escreveu o filme em meados da década de 1970, originalmente como um star vehicle para Steve McQueen e Diana Ross.
O Guarda-Costas foi lançado nos cinemas dos Estados Unidos pela Warner Bros. Pictures em 25 de novembro de 1992. O filme arrecadou US$ 411 milhões em todo o mundo, tornando-se a segunda maior bilheteria de 1992, atrás de Aladdin; além disso, na época de seu lançamento, se tornou o décimo filme de maior bilheteria de todos os tempos. Entretanto, o filme recebeu resenhas geralmente negativas dos críticos, que criticaram seu roteiro e as atuações dos atores principais. Seu álbum de trilha sonora tornou-se o mais vendido da indústria cinematográfica, bem como o mais vendido da carreira de Whitney Houston, somando mais de quarenta e cinco milhões de cópias comercializadas em todo o mundo, além de ter vencido o Grammy de Álbum do Ano, enquanto as canções "I Have Nothing" e "Run to You" receberam indicações ao Oscar de melhor canção original. O filme recebeu sete indicações para a décima terceira cerimônia do Framboesa de Ouro, incluindo para Pior Filme, Pior Ator (para Costner) e Pior Atriz (para Houston).

## Enredo
Rachel Marron é uma atriz indicada ao Óscar e superestrela da música que está sendo jurada de morte por um desconhecido perseguidor stalking obsessivo que frequentemente envia cartas ameaçadoras para ela. Depois que uma bomba explode em seu camarim, seu empresário Bill Devaney procura o guarda-costas profissional Frank Farmer, um ex-agente do serviço secreto americano que trabalhou nas seguranças dos presidentes Jimmy Carter e Ronald Reagan, para protegê-la. Frank relutantemente aceita a oferta de Devaney, uma vez que ele sente que Rachel parece ser uma diva mimada que ignora as ameaças contra sua vida.
Rachel logo acusa Frank de ser paranóico, reclamando que suas extensas técnicas de proteção são intrusivas. No entanto, Frank e Rachel tornam-se mais próximos quando ele a salva de um tumulto em um de seus shows. Embora Frank tente permanecer profissional em seu serviço, ele e Rachel dormem juntos uma noite; ele termina o caso no dia seguinte, percebendo que isso pode comprometer sua capacidade de protegê-la. Desapontada com isso, Rachel começa a desafiar as medidas de segurança de Frank; então, para deixar Frank com ciúmes, Rachel flerta com seu ex-colega do serviço secreto, Greg Portman, que ela conhece em uma festa em Miami.
Quando o obsessivo perseguidor faz um telefonema ameaçador para a atriz, Rachel finalmente reconhece a gravidade da situação e sua necessidade de confiar totalmente em Frank. Frank, Rachel, seu filho Fletcher, sua irmã mais velha Nicki e seu motorista, Henry, viajam para uma grande cabana à beira do lago nas montanhas, que nada mais é que o lar do pai de Frank, Herb. No dia seguinte, após descobrir pegadas na neve, Frank resgata Fletcher de uma pequena lancha pouco antes de ela explodir. Enquanto Frank protege a casa naquela noite ele encontra Nicki bebendo na cozinha. Chateada porque Fletcher poderia ter morrido, Nicki admite a Frank que contratou um assassino para matar Rachel durante um ataque de ciúmes (uma vez que a sua irmã Rachel "ficou com a fama e com tudo" em vez de Nicki), mas que as cartas do "perseguidor" vieram antes disso; Nicki diz que, através de uma terceira pessoa, pagou integralmente o assassino pelo serviço, mas que não conhece a identidade do mesmo. Abruptamente, o assassino invade a casa e atira fatalmente em Nicki; Frank tenta perseguir o assassino pela floresta, mas ele escapa. Algum tempo depois, Frank descobre que o stalking das cartas já havia sido detido e estava sob custódia na noite da morte de Nicki.
Alguns dias depois do funeral de Nicki ocorre a cerimônia do Óscar, onde Frank dá a Rachel uma espécie de "botão de emergência" em forma de cruz para que ela possa alertá-lo imediatamente sobre qualquer ameaça contra si mesma. Apesar disso, uma infinidade de problemas técnicos nos bastidores da premiação dificultam os esforços de Frank para monitorar a atriz de perto. Ao apresentar um prêmio, Rachel paranoia uma ameaça e sai correndo do palco; ela se enfurece com Frank logo após por envergonhá-la com suas medidas superprotetoras. Mais tarde, Rachel é anunciada como a vencedora da categoria de Melhor atriz, mas quando ela sobe ao palco para receber o prêmio, Portman é revelado como o assassino, disfarçado como cinegrafista de TV. Frank percebe Portman está apontando uma arma disfarçada de câmera com um laser para a cabeça de Rachel; enquanto Portman se prepara para atirar, Frank corre em meio ao palco e pula na frente de Rachel, levando o tiro para salvá-la e provocando o caos entre o público. Recuperando parcialmente a consciência, Frank ainda percebe a presença de Portman e atira fatalmente nele quando percebe que o assassino iria tentar atirar novamente em Rachel; Frank fica bastante ferido e Rachel pede ajuda, pedindo o tempo todo para que Frank permaneça acordado, enquanto ele desmaia lentamente.
Dias depois, Frank se recupera dos ferimentos e vai até o aeroporto para se despedir de Rachel, ambos sabendo que seu relacionamento nunca daria certo. Depois que o avião começa a decolar, Rachel de repente ordena que o avião pare, pula da aeronave e corre em direção a Frank para dar um último beijo apaixonado. Algum tempo depois, Rachel canta "I Will Always Love You" em um palco, enquanto em outro lugar Frank está em um jantar anual exercendo sua próxima missão; um reverendo é visto segurando uma cruz semelhante à que ele deu a Rachel.

## Elenco
- Kevin Costner como Frank Farmer
- Whitney Houston como Rachel Marron
- Gary Kemp como Sy Spector
- Bill Cobbs como Bill Devaney
- Ralph Waite como Herb Farmer
- Tomas Arana como Greg Portman
- Michele Lamar Richards como Nicki Marron
- Mike Starr como Tony Scipelli
- Christopher Birt como Henry Adams
- DeVaughn Nixon como Fletcher Marron
- Gerry Bamman como Ray Court

Além desses, Tony Pierce interpreta o perseguidor, enquanto a cerimônia do Oscar inclui Robert Wuhl como apresentador, Richard Schiff como diretor de palco, o jornalista Chris Connelly como o MC do tapete vermelho e Debbie Reynolds como ela mesma. David Foster e Linda Thompson também fizeram participações especiais como diretor musical do Oscar e membro da platéia, respectivamente.

## Produção
Lawrence Kasdan era um redator publicitário que queria entrar no cinema. Ele escreveu oito roteiros em oito anos, incluindo o de The Bodyguard, que Kasdan diz ter sido inspirado pelo filme japonês Yojimbo de 1961 e que teria Steve McQueen como protagonista. "Eu estava interessado em saber que tipo de cara faria esse tipo de trabalho: estar disposto a dar a vida por um salário, por alguém com quem ele não se importa, talvez até tenha sentimentos negativos", declarou Kasdan. Kasdan disse que esse foi o primeiro roteiro realmente bom que ele escreveu:
Eu amei todos os meus primeiros roteiros e esperava que todos os amassem. Mas foi só quando escrevi The Bodyguard que eu senti que estava fazendo uma coisa diferente e de um nível maior de densidade. Um bom roteiro tem níveis de ação acontecendo, reviravoltas inesperadas. Os filmes são uma forma econômica. Seu roteiro deve comunicar da maneira mais sucinta possível um sentimento emocional, implícito em um mosaico de pequenas cenas. Um roteirista desconhecido vendendo um roteiro especulativo deve entregar uma delícia. Um escritor estabelecido ganha muita corda. O produtor lê seu roteiro e diz: "Não sinto nenhum prazer, mas ele deve saber o que está fazendo". Muitas vezes ele não o faz, e você tem um péssimo filme.
Kasdan concebeu o roteiro em 1975 e conseguiu um agente para ofertá-lo, mas o agente levou dois anos para vender o roteiro (segundo o próprio, 67 pessoas o rejeitaram). Eventualmente, o roteiro foi vendido para John Calley por vinte mil dólares; Calley trouxe John Boorman para dirigir. Kasdan admirou Boorman e foi para a Irlanda com o diretor onde fizeram o tratamento para iniciar a produção do filme. "Ele mudou completamente [do roteiro inicial para o projeto final], mas eu ainda o amava", declarou Kasdan.
Em novembro de 1978, o filme estava sendo desenvolvido com Ryan O'Neal e Diana Ross como protagonistas. No entanto, quando Ross saiu da produção, o filme acabou caindo num inferno de desenvolvimento.
Depois que Kasdan fez sua estreia como diretor em Body Heat, que se tornou um sucesso, ele foi convidado a dirigir The Bodyguard, mas ele relutou, preferindo fazer The Big Chill. Kevin Costner leu o roteiro ao fazer Silverado com Kasdan e ficou entusiasmado com ele. Os dois então decidiram produzi-lo juntos. Depois que Costner se tornou uma grande estrela com o sucesso de Os Intocáveis e Robin Hood - O Príncipe dos Ladrões, ele ganhou mais influência durante a realização de O Guarda-Costas.
Em abril de 1991, Costner anunciou que estrelaria o filme ao lado da cantora Whitney Houston, que iria fazer sua estreia como atriz no filme.

## Recepção

### Resposta crítica
No agregador de críticas Rotten Tomatoes, O Guarda-Costas tem uma taxa de aprovação de 38% com base em 50 avaliações e uma classificação média de 5,2/10; o consenso crítico do site diz diz: "O Guarda-Costas é um 'tapa-buraco' cafona e melodramático com momentos ocasionais de eletricidade de Whitney Houston". No Metacritic, o filme tem uma pontuação 38/100 com base nas críticas de 20 usuários, indicando "críticas geralmente desfavoráveis". O público pesquisado pelo CinemaScore deu ao filme uma nota "B+" numa escala de "A+" a "F".
Owen Gleiberman, crítico da revista Entertainment Weekly, escreveu: "Dizer que Houston e Costner não conseguem acender faíscas seria dizer o mínimo"; ele acrescentou que "o filme nos dá esses dois ícones autônomos de celebridades trabalhando duro para parecer que se desejam. É como assistir a duas estátuas tentando acasalar". Roger Ebert deu três de quatro estrelas em sua crítica e escreveu: "O filme contém uma história de amor, mas é o tipo de paixão guardada que cresce entre duas pessoas que passam muito tempo mantendo suas prioridades em ordem".
O Guarda-Costas está listado no livro The Official Razzie Movie Guide, escrito pelo fundador do Framboesa de Ouro John Wilson, como um dos cem filmes ruins mais divertidos já feitos.

### Bilheteria
Nos Estados Unidos e Canadá, O Guarda-Costas estreou em 25 de novembro de 1992 em 1.717 cinemas; arrecadou US$ 16,6 milhões no fim de semana de estreia, ficando em terceiro lugar. O filme passou dez semanas no Top 10, arrecadando US$ 121,9 milhões no mercado interno estadunidense e US$ 410,9 milhões em todo o mundo. Sua receita bruta internacional foi um recorde para a Warner Bros. No Reino Unido, teve uma abertura recorde no Natal, com uma receita bruta de US$ 2 milhões para o fim de semana de estreia em 258 salas de cinema. Na Austrália, estabeleceu um recorde na sua semana de estreia de 4,36 milhões dólares australianos em 144 cinemas, batendo o recorde estabelecido por Crocodile Dundee II. O filme também estabeleceu um recorde de bilheteria em um fim de semana de abertura na Dinamarca. Se tornou o filme da Warner Bros. de maior bilheteria no Japão de todos os tempos, com uma receita bruta de mais de US$ 21 milhões. Foi o sétimo filme de maior bilheteria de 1992 nos Estados Unidos e Canadá e o segundo filme de maior bilheteria mundial do mesmo ano atrás de Aladdin, que estreou no mesmo dia de O Guarda-Costas. Na época, se tornou o décimo filme de maior bilheteria de todos os tempos.
O filme foi relançado em março de 2012 após a morte de Whitney Houston e arrecadou mais US$ 61.020.

### Prêmios e indicações
Duas canções do filme, "Run to You" e "I Have Nothing", foram indicadas ao Óscar de melhor canção original. A trilha sonora do filme foi indicada a quatro prêmios Grammy, ganhando três, incluindo Álbum do Ano pelo seu álbum homônimo.
O filme também recebeu sete indicações ao prêmio Framboesa de Ouro, incluindo Pior Filme, Pior Ator (para Costner) e Pior Atriz (para Houston); Houston também foi indicada para categoria Pior Nova Estrela, assim como Pior Penteado pelo corte de cabelo de Kevin Costner. Porém, não conseguiu vencer em nenhuma categoria.
O filme está incluído na seguinte lista do American Film Institute:
- 2004: Melhores canções do cinema estadunidense:
  - "I Will Always Love You" – #65[35]

O Guarda-Costas também foi nomeado para constar na lista de melhores histórias de amor do cinema estadunidense em 2002, mas acabou não ficando entre os participantes da lista final.

## Trilha sonora
The Bodyguard: Original Soundtrack Album se tornou a trilha sonora de um filme mais vendida de todos os tempos e o álbum mais vendido por uma artista feminina de todos os tempos. Foi certificado como disco de platina nos Estados Unidos, com vendas totais alcançando mais de dezessete milhões de cópias naquele país. Em todo o mundo, as vendas ultrapassam quarenta e cinco milhões de cópias. Além disso, o cover de Houston de "I Will Always Love You" (gravada originalmente por Dolly Parton) vendeu mais de vinte milhões de unidades em todo o mundo, tornando-se o single físico mais vendido por uma artista feminina de todos os tempos; a canção ficou no topo da Billboard Hot 100 por catorze semanas.
A trilha sonora ainda apresenta mais quatro canções que foram singles de sucesso de Houston: "I'm Every Woman" (um cover da música de Chaka Khan), "I Have Nothing", "Run to You" (ambas indicadas ao Óscar de melhor canção original) e "Queen of the Night".
Outros artistas que aparecem na trilha sonora incluem outros cantores da Arista Records (gravadora onde Houston trabalhava até então): Kenny G (com "Even if My Heart Would Break", num dueto com Aaron Neville), Lisa Stansfield ("Someday I'm Coming Back") e Curtis Stigers ("What's so Funny 'Bout Peace, Love and Understanding").
Em 2013, a La-La Land Records lançou um CD de edição limitada (3.500 unidades) da trilha sonora original de Alan Silvestri.

## Paródias
- Os Simpsons: no episódio "Mayored to the Mob", Homer Simpson recebe treinamento de guarda-costas de um instrutor que canta "I Will Always Love You" após a formatura da turma. Também no episódio, Mark Hamill é carregado por Homer de uma forma que parodia a maneira como Costner carrega Houston no filme.
- 30 Rock: no episódio "Hard Ball", Tracy Jordan é resgatado de uma multidão por sua comitiva; o personagem canta "I Will Always Love You" durante a cena.
- Bulletproof: há uma cena do filme que parodia O Guarda-Costas com o personagem de Adam Sandler cantando "I Will Always Love You" e comentando que o personagem de Damon Wayans sempre pode ser seu guarda-costas.
- The Venture Bros.: no episódio da segunda temporada "I Know Why the Caged Bird Kills", depois de se apaixonar por sua protegida, Dra. Venture, a guarda-costas Myra Brandish diz que foi ensinada a "nunca a deixar fora de vista. Nunca baixar a guarda. Nunca se apaixonar", numa referência ao slogan do cartaz de O Guarda-Costas.
- Family Guy: no episódio "Boopa-dee Bappa-dee" Chris Griffin pensa que o Hino Nacional Americano é "I Will Always Love You" e canta a música na frente do oficial, para recuperar a cidadania americana.

## Sequência cancelada eremake
Após o sucesso do filme, Costner contatou sua amiga de longa data, a Princesa Diana, para estrelar uma sequência, a qual ela concordou. O primeiro rascunho foi finalizado um dia antes de sua morte. Contudo, após a morte da princesa, o filme foi cancelado.
Em setembro de 2021, foi relatado que Matthew Lopez estaria escrevendo um remake do filme.